# Karsten Forsterling
Karsten Forsterling, född den 21 januari 1980 i Newcastle i  New South Wales i Australien, är en australisk roddare.
Han tog OS-brons i scullerfyra i samband med de olympiska roddtävlingarna 2012 i London.
Vid de olympiska roddtävlingarna 2016 i Rio de Janeiro tog han silver i scullerfyra.